# The Walking Dead (mùa 8)
The Walking Dead (mùa 8) (tạm dịch: Xác sống mùa 8) là phần thứ 8 của series phim về đại dịch xác sống The Walking Dead, bắt đầu phát sóng kể từ ngày 22 tháng 10 năm 2017 và bao gồm 16 tập. Trước đó vào ngày 16 tháng 10 năm 2016, AMC đã xác nhận sẽ tiếp tục thực hiện Phần 8 của phim. Đây là mùa phim thứ năm và cũng là cuối cùng mà Scott Gimple đảm nhận vị trí chỉ đạo sản xuất chính (showrunner) của phim.
Nội dung của phần này được dựa trên cốt truyện "All Out War" trong hai tập 20 và 21 của bộ truyện tranh, nói về cuộc chiến tranh giữa liên minh các cộng đồng Alexandria - Hilltop - The Kingdom với The Saviors.
Tập đầu tiên của mùa phim - "Mercy" cũng chính là tập thứ 100 của cả series.

## Tóm lược nội dung

### Tập 1:Mercy
Cuộc chiến giữa liên minh Alexandria - Hilltop - The Kingdom với The Saviors chính thức nổ ra.

### Tập 2:The Damned
Kế hoạch của phe liên minh dần dần được hé lộ. Trong lúc chiến đấu, Rick gặp lại một gương mặt thân thuộc.

### Tập 3:Monsters
Cuộc chiến chống lại The Saviors dẫn đến những hậu quả khôn lường cho Alexandria, Hilltop và The Kingdom.

### Tập 4:Some Guy
Một loại vũ khí nguy hiểm trong kho của The Saviors được đưa vào sử dụng và trở thành trở ngại lớn cho phe liên quân.

### Tập 5:The Big Scary U
Một cái nhìn gần hơn về Negan cũng như bầu không khí bên trong The Sanctuary giữa khoảng lặng của cuộc chiến.

### Tập 6:The King, The Widow, And Rick
Trong khi tình hình có vẻ đang khả quan cho phe Rick, một cuộc tranh cãi xảy ra ở Hilltop, khi mà quyết định cuối cùng đưa ra sẽ quyết định sự sống hoặc cái chết của nhiều người.

### Tập 7:Time For After
Rick và những thành viên khác trong liên quân tiếp tục thực hiện theo kế hoạch đã vạch ra. Negan nhờ đến sự giúp đỡ từ các thành viên cấp cao của mình để giải quyết vấn đề lớn mà The Saviors đang phải đối mặt.

### Tập 8:How It's Gotta Be
Cao trào được đẩy lên đỉnh điểm khi nguy hiểm bất ngờ đổ ập xuống cả ba cộng đồng trong liên minh. Toàn bộ kế hoạch cũng như công sức của phe Rick có thể đã trở nên vô nghĩa.

### Tập 9:Honor
Rick đối mặt với nỗi đau lớn sau trận chiến. Cuộc chiến vẫn tiếp diễn ở một cộng đồng khác.

### Tập 10:The Lost And The Plunderers
Aaron và Enid tiếp tục công cuộc tìm kiếm thêm đồng minh. Trong khi đó, Simon quyết định sẽ xử lý các vấn đề theo cách của hắn.

### Tập 11:Dead Or Alive Or
Nhóm các cư dân Alexandria bắt đầu lên đường tới Hilltop. Niềm tin của cha xứ Gabriel bị đặt vào thử thách.

### Tập 12:The Key
Maggie đứng trước một tình thế khó xử trước sự xuất hiện của một vài vị khách mới. Trong khi đó, Rick trực tiếp mặt đối mặt với thủ lĩnh bên phe địch.

### Tập 13:Do Not Send Us Astray
Kẻ thù bắt đầu tấn công Hilltop, buộc người dân phải phản kháng. Chiến lược hèn hạ của The Saviors bị phơi bày.

### Tập 14:Still Gotta Mean Something
Một tù nhân bị giam giữ tại bãi rác phát hiện ra một bí mật chưa từng được tiết lộ về nơi này. Carol vào rừng để tìm một người mất tích. Rick và Morgan bị bắt giữ bởi những người không cùng phe.

### Tập 15:Worth
Trong khi mối đe dọa mang tên The Saviors vẫn còn đang rình rập, Aaron tiếp tục cố lôi kéo thêm đồng mình. Daryl và Rosita buộc phải hành động để ngăn chặn hiểm họa tới từ một người bạn cũ.

### Tập 16:Wrath
Tất cả các cộng đồng cùng hợp sức trong cuộc chiến cuối cùng với The Saviors. Cuộc chiến tranh chính thức đi đến hồi kết.

## Thông tin cơ bản
|     | Tên tập                       | Biên kịch                                     | Đạo diễn           | Ngày lên sóng | Lượng người xem (Mỹ) |
| --- | ----------------------------- | --------------------------------------------- | ------------------ | ------------- | -------------------- |
| 1.  | Mercy                         | Scott Gimple                                  | Greg Nicotero      | 22/10/2017    | 11.4 triệu           |
| 2.  | The Damned                    | Matt Negrete Channing Powell                  | Rosemary Rodriguez | 29/10/2017    | 8.92 triệu           |
| 3.  | Monsters                      | Matt Negrete Channing Powell                  | Greg Nicotero      | 5/11/2017     | 8.52 triệu           |
| 4.  | Some Guy                      | David Leslie Johnson                          | Dan Liu            | 12/11/2017    | 8.69 triệu           |
| 5.  | The Big Scary U               | Scott Gimple David Leslie Johnson Angela Kang | Michael Satrazemis | 19/11/2017    | 7.85 triệu           |
| 6.  | The King, The Widow, And Rick | Angela Kang Corey Reed                        | John Polson        | 26/11/2017    | 8.28 triệu           |
| 7.  | Time For After                | Corey Reed Matt Negrete                       | Larry Teng         | 3/12/2017     | 7.47 triệu           |
| 8.  | How It's Gotta Be             | David Leslie Johnson Angela Kang              | Michael Satrazemis | 10/12/2017    | 7.89 triệu           |
| 9.  | Honor                         | Matt Negrete Channing Powell                  | Greg Nicotero      | 25/2/2018     | 8.28 triệu           |
| 10. | The Lost And The Plunderers   | Angela Kang Channing Powell Corey Reed        | David Boyd         | 4/3/2018      | 6.82 triệu           |
| 11. | Dead Or Alive Or              | Eddie Guzelian                                | Michael Satrazemis | 11/3/2018     | 6.60 triệu           |
| 12. | The Key                       | Corey Reed Channing Powell                    | Greg Nicotero      | 18/3/2018     | 6.66 triệu           |
| 13. | Do Not Send Us Astray         | Angela Kang Matt Negrete                      | Jeffrey January    | 25/3/2018     | 6.77 triệu           |
| 14. | Still Gotta Mean Something    | Eddie Guzelian                                | Michael Satrazemis | 1/4/2018      | 6.30 triệu           |
| 15. | Worth                         | David Leslie Johnson Corey Reed               | Michael Slovis     | 8/4/2018      | 6.67 triệu           |
| 16. | Wrath                         | Scott Gimple Angela Kang Matt Negrete         | Greg Nicotero      | 15/4/2018     | 7.91 triệu           |

## Dàn diễn viên

### Diễn viên chính
- Andrew Lincoln vai Rick Grimes
- Norman Reedus vai Daryl Dixon
- Lauren Cohan vai Maggie Greene
- Chandler Riggs vai Carl Grimes
- Danai Gurira vai Michonne
- Melissa McBride vai Carol Peletier
- Lennie James vai Morgan Jones
- Alanna Masterson vai Tara Chambler
- Josh McDermitt vai Eugene Porter
- Christian Serratos vai Rosita Espinosa
- Seth Gilliam vai Gabriel Stokes
- Ross Marquand vai Aaron
- Jeffrey Dean Morgan vai Negan
- Austin Amelio vai Dwight
- Tom Payne vai Paul Rovia
- Xander Berkeley vai Gregory
- Khary Payton vai Ezekiel
- Steven Ogg vai Simon
- Katelyn Nacon vai Enid
- Pollyanna McIntosh vai Jadis

### Diễn viên định kỳ
- Jayson Warner Smith vai Gavin
- Jordan Woods-Robinson vai Eric Raleigh
- Jason Douglas vai Tobin
- Cooper Andrews vai Jerry
- Kenric Green vai Scott
- Avi Nash vai Siddiq
- Callan McAuliffe vai Alden
- Juan Gabriel Pareja vai Morales
- Daniel Newman vai Daniel
- Charles Halford vai Yago
- Whitmer Thomas vai Gunther
- Jon Eyez vai Potter
- Thomas Francis Murphy vai Brion
- Sabrina Gennarino vai Tamiel
- Deborah May vai Natania
- Sydney Park vai Cyndie
- Joshua Mikel vai Jared
- R. Keith Harris vai Harlan Carson
- Jayne Atkinson vai Georgie
- Elizabeth Ludlow vai Arat
- Lane Miller vai Reilly

### Diễn viên phụ & quần chúng
- Dahlia Legault vai Francine
- Kerry Cahill vai Dianne
- Karen Ceesay vai Bertie
- Peter Zimmerman vai Eduardo
- Carlos Navarro vai Alvaro
- Daniel Newman vai Daniel
- Jeremy Palko vai Andy
- Brett Gentile vai Freddie
- Anthony Lopez vai Oscar
- Traci Dinwiddie vai Regina
- Mandi Christine Kerr vai Barbara
- Chloe & Sophie Garcia-Frizzi vai Judith Grimes
- Kinsley Isla Dillon vai Judith Grimes lúc 6 tuổi (Viễn cảnh)
- Curtis Jackson vai Bob Miller
- Karl Funk vai Neil
- Adam Fristoe vai Dean
- Lindsey Garrett vai Mara
- Lee Norris vai Todd
- Jake Kearney vai Nelson
- Miya Golden vai Huck
- Scarlett & Sophia vai Gracie
- James Chen vai Kal
- Katy O'Brian vai Katy
- Macsen Lintz vai Henry
- Jason Burkey vai Kevin
- Nadine Marissa vai Nabila
- Keith Hudson vai Rudy
- Trey Butler vai Joey
- Lindsley Register vai Laura
- Mike Seal vai Gary
- José Michael Vasquez vai José
- Brooke Jaye Taylor vai Brooke
- Ciera L. Payton vai Zia
- Adam Cronan vai Leo
- Chloe Aktas vai Tanya
- Griffin Freeman vai Mark
- Briana Venskus vai Beatrice
- Nicole Barré vai Kathy
- Ted Huckabee vai Bruce
- Aaron Farb vai Norris
- Matt Mangum vai D.J.
- Scott Deckert vai John
- Dan Johnson vai Derek
- Courtney Patterson vai Mel
- Gina Stewart vai Gina
- Kim Ormiston vai Hilda
- Misty Ormiston vai Midge
- Ilan Srulovicz vai Wesley
- Peggy Sheffield vai Dana
- Nick Arapoglou vai Kurt
- Mark Ashworth vai Evan
- Elyse Nicole DuFour vai Frankie
- Autumn Dial vai Amber
- Colin Dennard vai Lance
- Stephen Shelton vai Duke
- Tyshon Freeman vai Thành viên The Saviors
- Craig Gellis vai Thành viên The Saviors
- Tyler Buckingham vai Thành viên The Saviors
- Timothy Douglas Perez vai Thành viên The Saviors
- Jason Alexander Davis vai Thành viên The Saviors
- Joshua Lamboy vai Thành viên The Saviors
- Sean Freeland vai Thành viên The Saviors
- Matthew Rimmer vai Thành viên The Saviors
- Cuyle Carvin vai Thành viên The Saviors
- Chad Joyce vai Thành viên The Saviors
- Alan Heckner vai Thành viên The Saviors
- CC Castillo vai Thành viên The Saviors
- Hakim Callender vai Thành viên The Saviors
- Brad Ashten vai Thành viên The Saviors
- Derek Roberts vai Thành viên The Saviors
- Anthony J. Police vai Thành viên The Saviors
- Finch Nissen vai Thành viên The Saviors
- Wallace Krebs vai Thành viên The Saviors
- Neil Hoover vai Thành viên The Saviors

## Đánh giá
Mùa thứ tám của The Walking Dead đã nhận được những đánh giá tích cực từ các nhà phê bình. Trên Rotten Tomatoes, mùa phim có tỷ lệ 71% trong tổng số 13 bài phê bình mang tính tích cực (điểm trung bình các tập là 72%), điểm đánh giá trung bình 69,4 trên 100.

## Bên lề
- Dàn diễn viên chính của mùa phim này có một số sự thay đổi:
  - Mặc dù đã là diễn viên chính từ Phần 5, tên của Seth Gilliam (Gabriel Stokes) lần đầu được đưa lên đoạn intro đầu phim thay vì được liệt tên trong mục "Also Starring" như trước đây.[5]
  - Mặc dù đã là diễn viên chính từ Phần 6, tên của Ross Marquand (Aaron) lần đầu được đưa lên đoạn intro đầu phim thay vì được liệt tên trong mục "Also Starring" như trước đây.[6]
  - Austin Amelio (Dwight), Tom Payne (Paul Rovia và Xander Berkeley (Gregory) vẫn được liệt kê tên trong mục "Also Starring" mặc dù đã là nhân vật chính kể từ Phần 7.[7]
  - Sau khi xuất hiện trong các phần trước đó với tư cách là vai định kỳ, Katelyn Nacon (Enid), Khary Payton (Ezekiel), Steven Ogg (Simon) và Pollyanna McIntosh (Jadis) đều đã được đưa lên làm diễn viên chính trong Phần 8 này. Tên của họ được liệt kê tên trong mục "Also Starring".[8]
- Trước khi mùa phim chính thức được bấm máy, AMC đã tổ chức một cuộc thi có tên "The Walking Dead Play Dead Sweepstakes", tạo cơ hội cho người hâm mộ được đóng vai một xác sống trong tập phim thứ 100 của series.[9]
- Vào tháng 11 năm 2017, diễn viên Lennie James người mà đóng nhân vật Morgan Jones, đã chuyển từ The Walking Dead để trở thành diễn viên chính của Fear the Walking Dead ở mùa phim thứ tư.[10][11]